# Elna Nykänen Andersson
Elna Nykänen Andersson, född 2 november 1976 i Vittis, Finland, är en finländsk journalist och manusförfattare. Hon har studerat vid National Film and Television School och vid Helsingfors universitet.

## Biografi
Elna Nykänen Andersson växte upp i Åbo, Finland. Hon studerade till journalist vid Helsingfors universitet och fick senare Leverhulme Trusts stipendium för att studera vid National Film and Television School. 
Förutom journalistik har Nykänen Andersson varit verksam som manusförfattare. Hon är Stockholmskorrespondent för tidskriften Monocle och har tidigare haft samma uppdrag för den finländska tv-kanalen Nelonen (Fyran).

## Utmärkelser
Nykänen Andersson tilldelades Leverhulme Trusts stipendium 2005–2006.